# Nobuyo Fujishiro
Nobuyo Fujishiro (藤代伸世?, Fujishiro Nobuyo; Prefettura di Chiba, 25 gennaio 1960) è un ex calciatore giapponese, di ruolo attaccante.

## Palmarès
- Japan Soccer League Cup: 1

1987